# Aradi városháza
Az aradi városháza, más néven aradi közigazgatási palota műemlék épület Romániában, Arad megyében. A romániai műemlékek jegyzékében az AR-II-m-B-00548 sorszámon szerepel.

## Története
A városháza építése 1872–1876 között folyt és 1877-ben adták át, amikor elkészült már a díszterem is. Ahogy említettük, a 4320 négyzetméteres terület a Sóhivatalé volt.
A négyzetes alaprajzú, belső udvaros, sarokrizalitos épület főhomlokzata a város főútjára néz. Az épület az aradi eklektikus építészet egyik jelentős alkotása, a szabályos homlokzatokat historizáló tagoló és díszítőelemek alkotják, a főhomlokzat középrizalitja neoreneszánsz utalásokban gazdag. Mindezek a stíluselemek jelezni akarták, hogy Arad lakossága lépést akar tartani az európai irányzatokkal. A városháza tornya 54 méter magas, a tető fölötti első szint sarkait armírozást imitáló vakolat díszíti; oldalait kis, négyzetes, háromszögű oromzattal ellátott ablakok törik át. A torony két szintjét konzolokkal alátámasztott párkány választja el egymástól. A toronyórát Svájcból hozták, mind a négy oldalon volt óralap, és száz éven keresztül kongatással jelezte a félórák elteltét is.
Az átadáskor a városháza 90 helyiségében 167 közhivatalnok dolgozott, az emeleti, erkélyes dísztermet 200 férőhelyessé alakították ki. Az előcsarnok üvegablakait később kicserélték, ezek Sever Frenţiu aradi képzőművész munkái, jelzik az idő, az évszakok múlását.
A restaurátorok visszaállították a száz évvel ezelőtti díszítőelemeket.

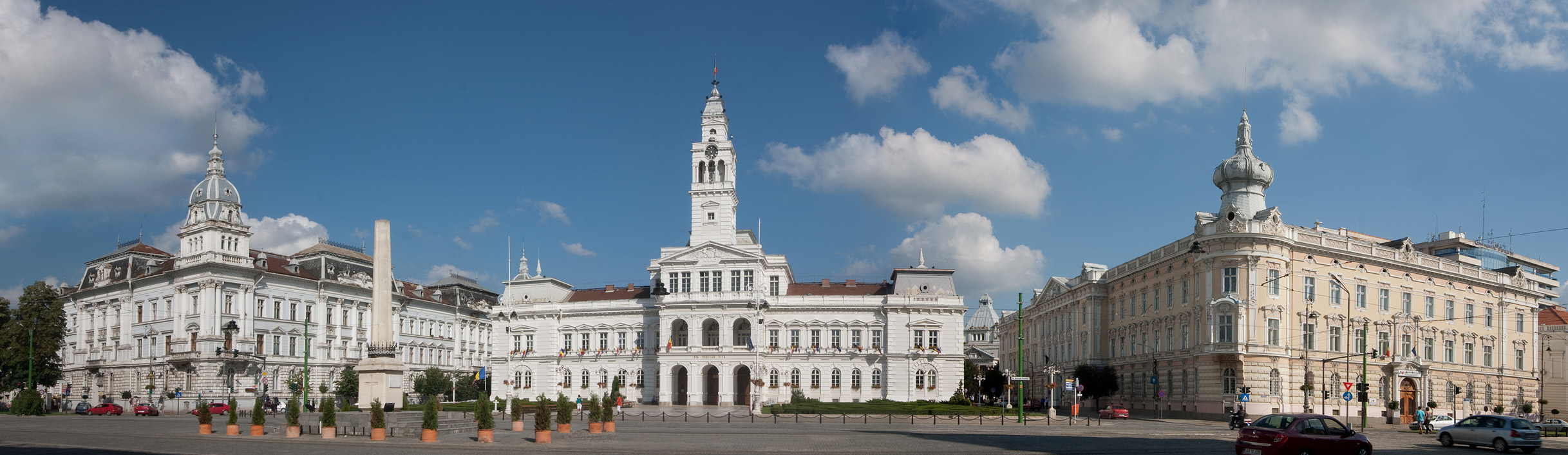
A Csanádi-palota, az aradi városháza és a pénzügyi palota. Balra az 1989-es forradalom hőseinek emlékműve látható